# فريدريك يانسن
فريدريك يانسن (بالفنلندية: Fredrik Jensen)‏ (9 سبتمبر 1997 ببورفو في فنلندا - ) هو لاعب كرة قدم فنلندي في مركز مركز الجناح ‏. يلعب حاليًا مع نادي نادي آوغسبورغ. سبق له أن لعب لصالح نادي تفينتي أنشخيدة. يلعب مع منتخب فنلندا لكرة القدم منذ 2017.

## مسيرته الكروية
لعب فريدريك يانسن خلال مسيرته الاحترافية مع ناديين في أربعة مواسم وسجل خلالها 10 أهداف ضمن 71 مباراة. ولم يفز بأي موسم بالكأس أو بالدوري.
خاض فريدريك يانسن مسيرته مع نادي تفينتي أنشخيدة في موسم 2016–17 ولمدة موسمين، مشاركًا في 55 مباراة سجل خلالها 9 أهداف. ثم انتقل إلى نادي آوغسبورغ في موسم 2018–19 ولمدة موسمين، حيث شارك في 16 مباراة سجل خلالها هدفًا واحدًا.

## وصلات خارجية
- فريدريك يانسن على موقع الاتحاد الأوربي (الإنجليزية)
- فريدريك يانسن على موقع قاعدة بيانات كرة القدم.إي يو (الإنجليزية)
- فريدريك يانسن على موقع ليكيب (الفرنسية)
- فريدريك يانسن على موقع ناشيونال فوتبول تيمز (الإنجليزية)
- فريدريك يانسن على موقع Soccerbase.com (لاعب) (الإنجليزية)
- فريدريك يانسن على موقع Soccerway.com (الإنجليزية)
- فريدريك يانسن على موقع عالم كرة القدم.نت (الإنجليزية)